# C-32
La  C-32 o Corredor del Mediterrani és una autopista, que en el ramal sud és de peatge gestionat per Aucat (filial d'Abertis), titularitat de la Generalitat de Catalunya que passa per una part de la costa catalana, concretament pel Baix Penedès, el Garraf, el Baix Llobregat, el Barcelonès i el Maresme. Hi ha un nou tram en projecte que està previst que arribi fins a Tossa de Mar.
Està dividida en dues parts: el ramal sud de peatge (El Vendrell - El Prat de Llobregat), de 56 km (també conegut com a "Autopista Pau Casals" en honor del violoncel·lista, director i compositor Pau Casals, nascut a El Vendrell, on comença l'autopista) i el ramal nord gratuit (Montgat - Tordera), de 51 km. L'autopista comença a l'enllaç 31 de l'Autopista del Mediterrani, i, des del juliol del 2010, acaba al km 3 de la GI-600, als afores de Blanes (encara que dins del terme municipal de Tordera). Es planteja perllongar-la en el futur fins a Tossa de Mar.
Pel que fa al ramal sud, que passa majoritàriament per la comarca del Garraf, finalitza al Prat de Llobregat i té dues àrees de servei: Garraf i Gavà. Té 19 enllaços, 6 dels quals són parcials i 13 totals. Aquest tram d'autopista es va fer en dues fases: El Prat de Llobregat - Sitges (1994), i Sitges - El Vendrell (1998).
El ramal nord passa majoritàriament per la comarca del Maresme, té una longitud de 47 km. Té dues àrees de servei, Maresme i La Tordera, i 24 enllaços, 9 dels quals són parcials i 15 totals. També es va fer en dues fases, la primera de Montgat a Mataró (1969) i la segona de Mataró a Palafolls (1994).

## Història

### Tram nord
- El projecte de construcció de l'autopista es va fer oficial amb el Decret llei 5/1966, publicat el 1966, en què també es tractava del projecte d'autopista Barcelona-la Jonquera. En Decret 165/1967 s'adjudica la concessió a l'associació d'empreses "Unión Industrial Bancaria, Liga Financiera SA, Condotte Española SA, FICISA" amb un termini de 37 anys, des de 1967 a 2004.[1]
- El 2 de juliol de 1969 es va inaugurar el tram de peatge Montgat- Mataró, que es convertia en la primera autopista de peatge espanyola.
- L'any 1990, el Ministeri d'Obres Públiques va adjudicar a ACESA la construcció dels trams de Ronda de Mataró i Mataró-Palafolls, a canvi de l'ampliació de la concessió fins 2016.[2]
- El 1994 es van posar en servei els trams Ronda de Mataró i Mataró - Palafolls
- Al juny de 1995 la titularitat de l'autopista va ser traspassada de l'Administració de l'Estat a la Generalitat de Catalunya[3]
- El 1998 la Generalitat va allargar la concessió fins al 2021, a canvi de baixar els peatges a altres vies explotades per ACESA
- El tram Palafolls - Tordera de 4,4 km s'inaugurà el dimarts 23 de juliol de 2010.
- Des del 2016 estava previst el perllongament del tram de Tordera fins a Lloret amb una llargada de 6,5 km,[4] però no s'ha fet encara. Un perllongament fins a Tossa i, potser, fins a Sant Feliu de Guíxols ha estat reclamat per sectors empresarials, però no està ni planificat.[5]

### Tram sud
- En Decret 4/1989 la construcció de l'autopista Castelldefels-Sitges s'adjudica per concessió a Caixa de Barcelona per un termini de 33 anys, de 1989 a 2022[6]
- El 8 de gener de 1992 es posa en servei el tram Castelldefels-Sitges.
- El 16 de juliol de 1993 s'obre al tràfic el tram Sant Boi de Llobregat-Castelldefels.
- El 1994 es modifica la concessió per incloure la construcció del tram Sitges-el Vendrell, ampliant la concessió en 17 anys, fins al 2039[7]
- El 22 de maig de 1998 es posa en servei el tram des de Sitges fins al Vendrell, on enllaça amb l'AP-7

## Enllaços
Enllaços del ramal sud, "Autopista Pau Casals":
- 0: AP-7 Tarragona/Barcelona
- 2: N-340 El Vendrell oest/Coma-ruga
- 6:  TV-2126 Bellvei - C-31 Calafell / El Vendrell Est/
- 10: Segur de Calafell
- Direcció: Barcelona  Direcció: Tarragona - Lleida
- 13:  Direcció: C-31 Cubelles/Cunit
- 16: Vilanova i la Geltrú oest/L'Arboç
- 21: C-15 Vilanova i la Geltrú nord/Vilafranca del Penedès
- 26: C-15B Sant Pere de Ribes sud/Sitges oest
- 28: Sant Pere de Ribes est
- 30: Sitges centre
- 31: Sitges nord/L'Aiguadolç/C-31 Barcelona
- Direcció: Barcelona  Direcció: Sitges - Tarragona
- 41: Les Botigues
- 42: C-31 Port Ginesta / Garraf / Sitges
- 44: Castelldefels sud
- 46: Castelldefels
- 47: BV-2041 Gavà/Gavà mar
- 50: Viladecans
- 53: Sant Boi de Llobregat/Viladecans Nord
- 56: B-20 Barcelona/Aeroport del Prat

Enllaços del ramal nord:
- 84: B-20 C-31 Montgat
- 86: Alella/El Masnou

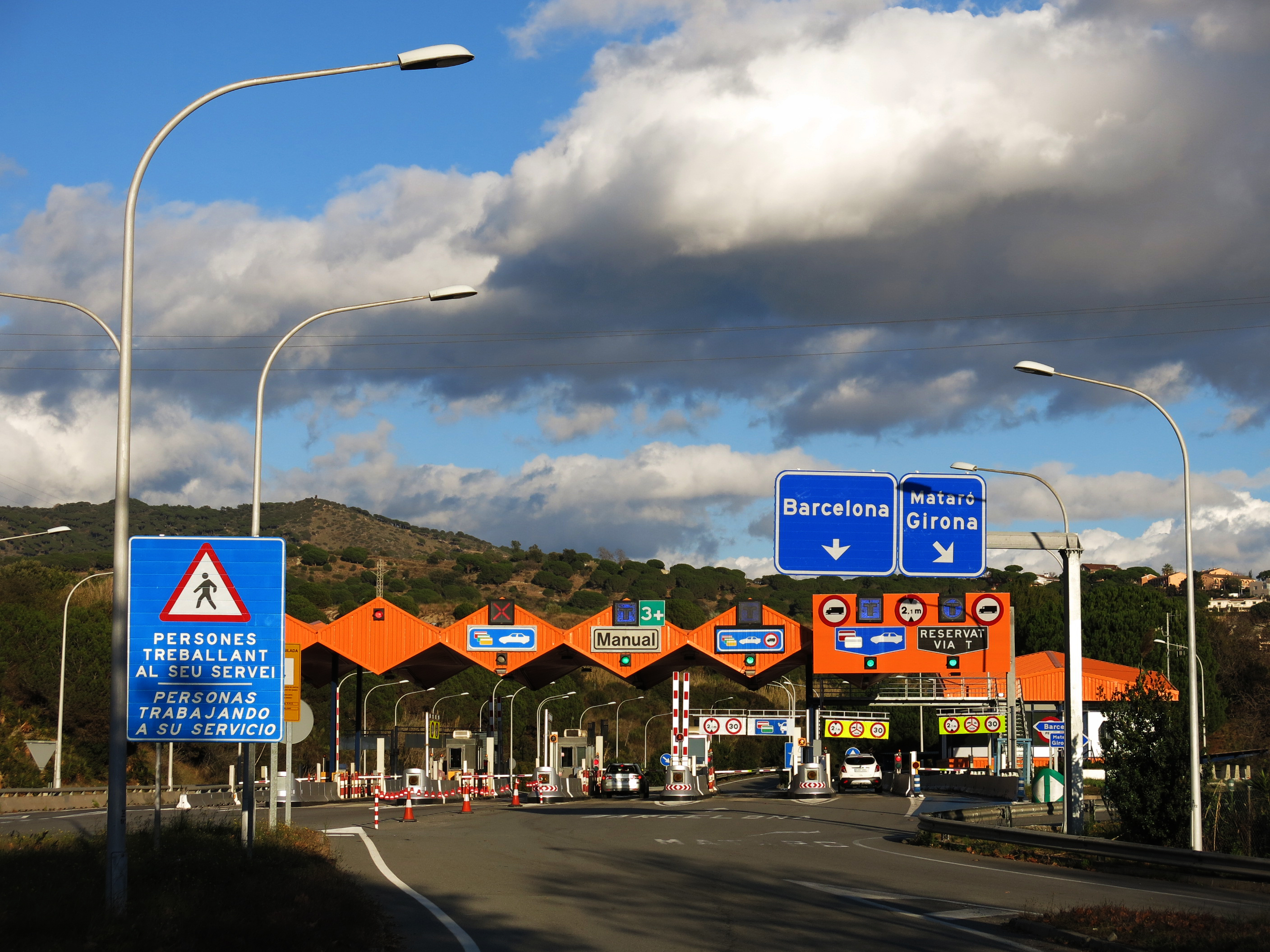
Antic peatge d'accés des d'Alella a l'autopista C-32

- 92: Premià de Mar/Vilassar de Dalt
- 95: Cabrera de Mar/Vilassar de Mar
- 96: C-31D Mataró sud
- 99: C-60
- 101: Mataró oest
- 103: Mataró nord
- 104: N-II
- 105: Sant Andreu de Llavaneres
- 108: Sant Vicenç de Montalt
- 111: Arenys de Munt/Arenys de Mar/C-61
- 114: Canet de Mar
- 117: Sant Pol de Mar
- 122: Calella
- 124: Pineda de Mar
- 131: N-II Palafolls
- 135: GI-600 Blanes